# Cantonul Briec
Cantonul Briec este un canton din arondismentul Quimper, departamentul Finistère, regiunea Bretania, Franța.

## Comune
- Briec (reședință)
- Edern
- Landrévarzec
- Landudal
- Langolen